# Qixian, Anhui
Qixian (kinesiska: 蕲县) är en köping i östra Kina. Den ligger i stadsdistriktet Yongqiao i staden Suzhou i provinsen Anhui, omkring 180 kilometer norr om provinshuvudstaden Hefei. Antalet invånare är 62256. Befolkningen består av 30 291 kvinnor och 31 965 män. Barn under 15 år utgör 20,0 %, vuxna 15-64 år 71 %, och äldre över 65 år 8,0 %.